# Nettie Stevens
Nettie Maria Stevens (7 de juliol de 1861 – 4 de maig de 1912) va ser una avançada genetista nord-americana. Ella i Edmund B. Wilson van ser els primers investigadors a descriure les bases cromosòmiques del sexe. Els resultats de les seues investigacions van marcar el naixement i posterior desenvolupament de la genètica moderna.

## Biografia
Nettie Stevens va néixer a Cavendish (Vermont) el 7 de juliol de 1861 filla de Julia Adams i Efraïm Stevens. Fou la tercera de quatre germans: dos nois, que van morir quan eren molt petits, abans que ella nasqués, i una noia, Emma. El 1865 va morir la seua mare. Al cap de poc temps, el seu pare es va tornar a casar, i es va traslladar a Westford (Vermont) amb la seva nova esposa i els seus quatre fills. A Westford, ella va acudir a una escola pública on va demostrar una considerable capacitat per a l'estudi, obtenint notes sempre brillants. Després va cursar els estudis preparatoris per a la universitat a l'Acadèmia Westford, també a Westford. L'escola era eclèctica: hi ensenyaven de tot, des de llengua grega a música; hi acceptaven tots dos sexes, i hi havia nois i noies de diverses nacionalitats. Tant ella com la seva germana Emma van obtenir molt bones qualificacions i es van convertir en dues de les tres dones que es van graduar, el 1880, a Westford en un període d'onze anys. Nettie Stevans, a més, va demostrar una excepcional capacitat per a la geometria, la química i l'àlgebra.
En acabar, es va traslladar a Lebanon (Nou Hampshire), per ensenyar zoologia, fisiologia, matemàtiques i anglès a l'escola secundària. Després de tres cursos, va tornar a Vermont per continuar la seva carrera acadèmica. A l'Escola Normal de Westfield (ara és la Westfield State University) a Massachusetts li va costar només dos anys (1881-1883) fer els cursos previstos per a quatre, i va acabar amb una excel·lent qualificació. Després de graduar-se, es va veure obligada a treballar per guanyar-se la vida de mestra d'escola i de bibliotecària, i com tenia el ferm propòsit de cursar una carrera superior i dedicar-se completament a la investigació científica, va dedicar aquests anys a estalviar els diners necessaris per anar a la universitat.
No va tornar a estudiar fins al 1896, quan, amb 35 anys, es va matricular a la Universitat Stanford, on va completar tant la seva llicenciatura (1899) com els estudis de màster (1900). La seva tesi de màster, "Studies on Ciliate Infusoria", va ser el seu primer treball publicat; va aparèixer als Proceedings of the California Academy of Science . Al principi de la seva estada a Stanford, Stevens va intentar especialitzar-se en fisiologia, però posteriorment es va sentir més interessada per la citologia. Per al màster va realitzar una investigació que incloïa gran quantitat de treball amb el microscopi, dut a terme de forma molt precisa i acuradament detallat, sobre noves espècies de vida marina. Aquesta formació va ser un factor determinant per a l'èxit de les seves posteriors investigacions, que van estar bàsicament dirigides a l'anàlisi del comportament dels cromosomes.
El 1903, es va doctorar al Bryn Mawr College a Filadèlfia (Pennsilvània), a la mateixa facultat dels dos grans biòlegs americans del moment, Edmund B. Wilson i Thomas H. Morgan. Tot i que el primer ja havia marxat quan va arribar Stevens, la seva influència encara es deixava notar en les aules i en els laboratoris. Morgan, per la seva banda, va acceptar ser el seu mestre, incorporar-la al seu equip de recerca i dirigir el seu treball. Durant els primers sis mesos, Nettie Stevens va demostrar les seves aptituds com a científica. Va descobrir que, encara que la major part de les cèl·lules de la mosca drosòfila eren tan petites que gairebé no es podien estudiar, les de les glàndules salivals tenien una mida inusualment gran; però, més important encara, que els cromosomes d'aquestes cèl·lules eren també molt més grans i perceptibles. Va ser la primera a advertir que calia centrar-se en aquella glàndula de la mosca i no en una altra regió del seu cos per a fer estudis cromosòmics.
Els seus excel·lents resultats van propiciar que la científica obtingués una beca per estudiar a l'estranger. Entre 1901 i 1902 va viatjar a Europa, on va ampliar enormement la seva experiència investigadora. Va treballar amb intensitat a l'Estació de Zoologia de Nàpols i, a més, va passar un temps a l'Institut de Zoologia de la Universitat de Würzburg, al laboratori de Theodor Boveri; a aquest centre hi va retornar el 1908, i hi va romandre durant un any. Boveri estava investigant el problema del paper dels cromosomes en l'herència i, probablement, va ser allí on Stevens va desenvolupar un profund interès en la matèria.
El 1903 Nettie Stevens va defensar brillantment la seva tesi doctoral, titulada Further Studies on the Ciliate Infusoria, Licnophora and Boveria. Per aquell temps Thomas H. Morgan li va escriure una carta de recomanació on deia: 
| « | De tots els estudiants graduats que he tingut en els darrers dotze anys, no n'he tingut cap altre que fos tan capacitat i independent com la Srta. Stevens | » |

## El sexe i els cromosomes
Segons la historiadora de la biologia Jane Maienschein, a principis del segle xix els biòlegs evolucionistes i filòsofs havien proposat centenars de teories sobre la determinació del sexe. A l'època de les investigacions de Stevens, tres eren les hipòtesis principals per a descriure la forma en què un individu es converteix en mascle o femella: que depenia dels factors externs durant el desenvolupament, que el sexe es determinava internament, específicament a través de l'ou, o bé que eren els factors hereditaris els que influïen en la seua determinació. Als anys al voltant del canvi del segle xix al XX, els investigadors estaven explorant la relació existent entre els cromosomes i l'herència. Tot i que el comportament dels cromosomes ja s'havia descrit i explicat, les especulacions sobre el seu vincle amb l'herència mendeliana encara romania sense confirmació experimental. Existien sospites que l'herència del sexe podria estar relacionada amb cromosomes morfològicament diferents, el que insinuava la possibilitat de connectar un tret particular amb un cromosoma específic.
L'interés de Stevens per esbrinar com es determina el sexe i la seva relació amb els cromosomes havia començat a cobrar forma en la seva ment al voltant de 1903. Prova d'això és que en aquest any va demanar una beca d'investigació i en la sol·licitud indicava el seu interès en els problemes citològics de l'herència i les seves relacions amb la genètica mendeliana. De fet, la beca li va ser concedida per investigar en concret problemes relacionats amb la determinació del sexe.

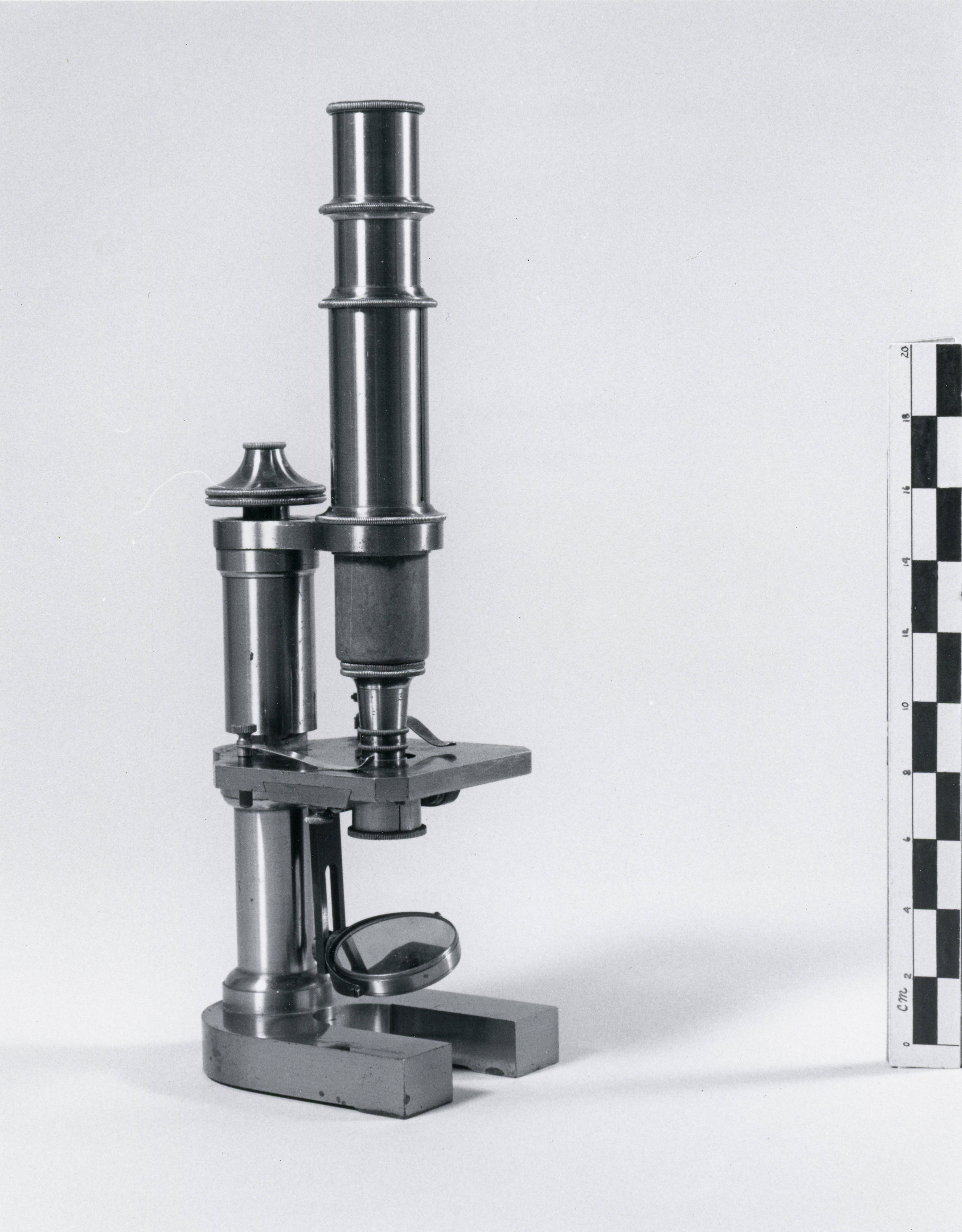
Microscopi de Nettie Stevens al Bryn Mawr College

El 1905 va publicar el seu transcendent treball titulat Studies in Spermatogenesis with Special Reference to the "Accessory Chromosome", resultat d'una portentosa investigació en l'escarabat Tenebrio molitor. Les seues indagacions la van portar a estudiar la diferenciació cel·lular en embrions i després a l'anàlisi dels cromosomes. Observant aquests últims, la científica va constatar, en primer lloc, que els cromosomes existeixen com estructures parelles en les cèl·lules, en comptes de llargs bucles o fils com molts encara sostenien, donant fi així a un llarg debat.
Stevens va comprovar que les cèl·lules somàtiques de la femella contenien 20 cromosomes grans, és a dir, deu parelles grans, mentre que les masculines en tenien 19 de grans i 1 de petita, és a dir, 9 parelles de cromosomes grans i una constituïda per un gran i un altre petit. La investigadora va arribar a la conclusió que els espermatozoides que posseïen un cromosoma petit eren els que determinaven el sexe masculí, i aquells que tenien els deu cromosomes de la mateixa mida determinaven el sexe femení. En altres paraules, considerant que en la terminologia moderna el cromosoma petit es diu Y, mentre que la seva parella homòloga s'anomena X.
Nettie Stevens va descobrir que el sexe està determinat per una única diferència entre dues classes d'espermatozoides: els que posseeixen el cromosoma X i els que posseeixen el cromosoma Y. En els seus articles, que eren dues monografies de 75 pàgines, Stevens concloïa correctament que un òvul fecundat per un espermatozoide portador de X produïa una femella i, en canvi, si l'espermatozoide portava el cromosoma Y, donaria lloc a un mascle.

### Controvèrsia sobre l'autoria del descobriment
Alhora que Nettie Stevens, el respectat E.B. Wilson també estava realitzant les seves pròpies investigacions sobre la determinació del sexe, i igualment, el 1905 en va publicar els resultats, que coincidien amb els obtinguts per la científica. El ressò provocat per ambdós treballs va ser molt fort, ja que no només s'acabava amb un llarg debat sobre si el sexe era el resultat de l'herència o de la influència de l'ambient en què es desenvolupava l'embrió. També es posava de manifest el primer vincle real i indiscutible entre els caràcters hereditaris i els cromosomes.
Encara que sovint s'ha atorgat a Wilson el mèrit d'aquest descobriment, són nombrosos els experts en el tema que apunten avui que aquesta qüestió de prioritat és molt discutible. Si bé Wilson va publicar resultats semblants als de Stevens, encara que obtinguts amb altres insectes, a l'article de dues pàgines escrit a la revista Science, l'autor diu que les seves troballes «concorden amb les observacions de Stevens en l'escarabat Tenebrio». Això reflecteix que Wilson era coneixedor del treball de Stevens i que reconeixia la seua prioritat. Sembla doncs innegable que els dos científics van arribar a la mateixa conclusió de forma gairebé simultània però amb total independència. Malgrat això, sempre s'atribueix a Stevens un paper secundari, com d'assistent de Wilson i per això molts llibres de text li atribueixen a ell els resultats, només pel fet que era un investigador més reconegut. Fins i tot s'ha arribat a atribuir la descoberta a Thomas Hunt Morgan, sobretot després que fos reconegut amb el Premi Nobel.
El 1905 Nettie Stevens va aconseguir un lloc de treball al Bryn Mawr com professora associada de morfologia experimental i el mateix any va rebre el Premi Ellen Richards pel seu article A study of the germ cells of Aphis rosae and Aphis oenotherae.

## Darrers anys

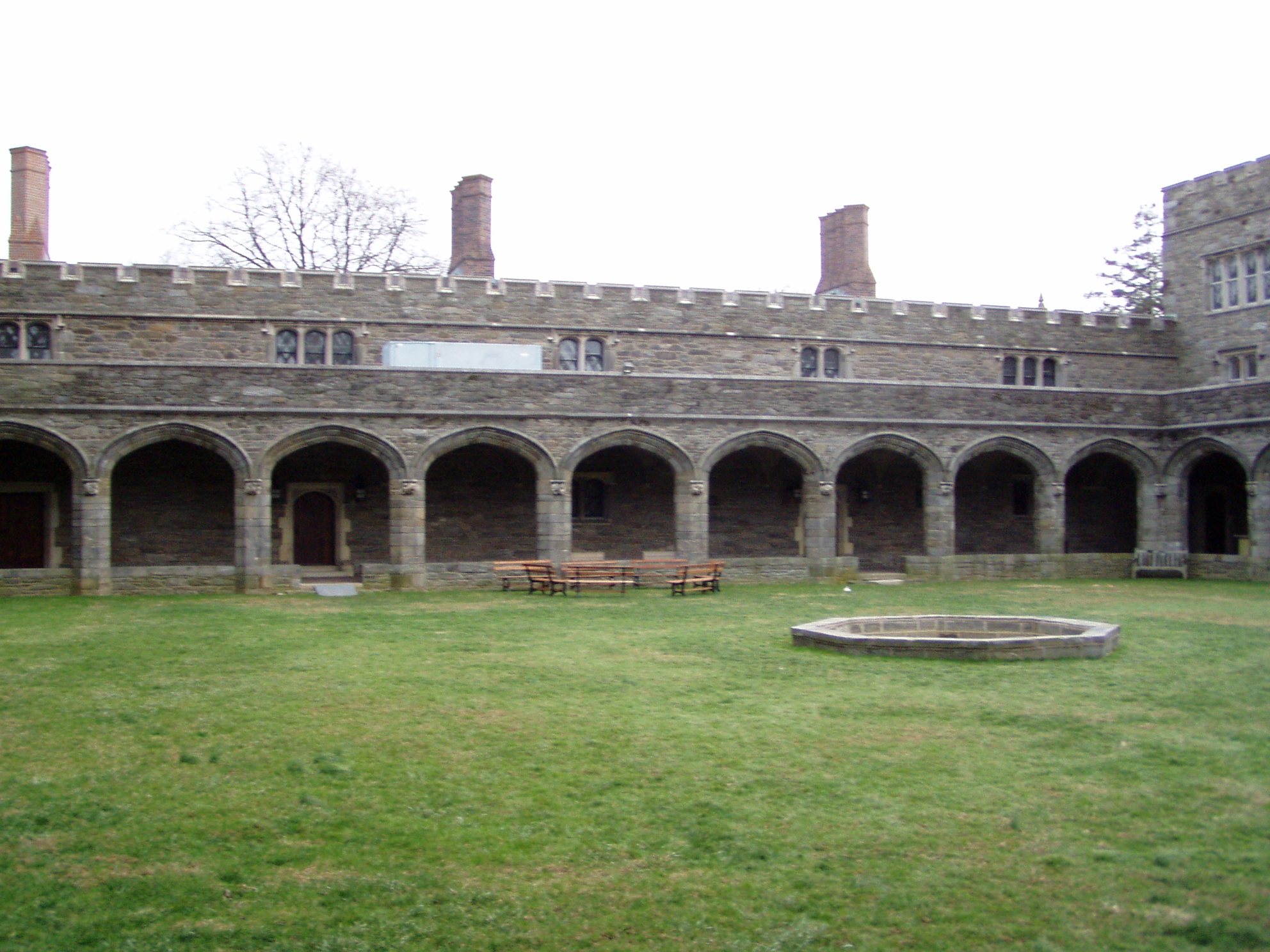
Claustres de Bryn Mawr

Després de la seva monografia de 1905 Nettie Stevens va continuar amb les seves investigacions sobre els cromosomes d'altres espècies d'insectes. En aquesta línia, l'any 1908 va publicar un article sobre les cèl·lules germinals dels dípters que va establir els fonaments de la futura citogenètica de drosòfila. A més, va continuar afegint nova informació a la seva teoria al llarg dels anys següents. La seva carrera professional va ser molt curta: només nou anys, al llarg dels quals va publicar prop de quaranta articles, la majoria de valor irrefutable.
Va morir el 4 de maig de 1912 a l'Hospital Johns Hopkins de Baltimore a causa d'un càncer de mama, abans que es pogués beneficiar de la càtedra d'investigadora creada expressament per a ella perquè es dediqués només a fer recerca al Byrn Mawr College ni treballar al Cold Spring Harbor Laboratory.
Després de la seva mort, Thomas H. Morgan va publicar a la revista Science una extensa necrològica, on repassava la seva trajectòria i les contribucions més importants i acabava dient: 
| « | Va ser una competent experta en el sentit modern de la paraula, en el sentit en què la biologia ha deixat de ser un parc infantil per a l'aficionat i una joguina per al místic. El seu notable èxit te a veure, en part, amb el seu raonament únic i la seua dedicació combinats amb un agut sentit de l'observació, juntament amb la seva amabilitat i paciència, units a un judici equilibrat. | » |

Està enterrada al cementiri de Westfield (Massachusetts), al costat del seu pare Ephraim i de la seva germana Emma.
El 1994 es va incloure a Nettie Stevens a la National Women's Hall of Fame